# Noorse landmacht
De Noorse landmacht (Noors: Hæren) is de landmachtcomponent van de Noorse strijdkrachten. Ze werd opgericht in 1628 en telt in 2017 8.812 medewerkers, 3.725 militairen, 688 burgerpersoneelsleden en 4.399 reservisten die een verplichte militaire dienstplicht hebben doorlopen. Het motto is For alt vi har. Og alt vi er. wat zoveel wil zeggen als Voor alles wat we hebben, en alles wat we zijn.
Een gekend bataljon van de landmacht is Hans Majestet Kongens Garde. Het treedt op als de lijfwacht van het Noorse koningshuis.